# A Horse with No Name
"A Horse with No Name" là ca khúc sáng tác bởi Dewey Bunnell, được thu âm bởi ban nhạc America. Đây là đĩa đơn đầu tay và cũng là đĩa đơn thành công nhất của ban nhạc, được phát hành vào cuối năm 1971 tại châu Âu và đầu năm 1972 tại Mỹ, sau đó đứng quán quân tại rất nhiều quốc gia. Đĩa đơn cũng có được chứng chỉ Vàng từ RIAA. Do ca khúc có nhiều nét tương đồng với phong cách của Neil Young vào thời điểm đó nên nhiều khi nó bị nhầm là sáng tác của Young.

## Thành phần tham gia sản xuất
Theo bìa sau đĩa than năm 1972
America
- Dewey Bunnell – hát chính, guitar acoustic.
- Gerry Beckley – guitar acoustic 12-dây, hát nền.
- Dan Peek – bass, hát nền.

Nghệ sĩ khách mời
- Ray Cooper – định âm.
- Kim Haworth – trống.

## Bảng xếp hạng
| Bảng xếp hàng (1971–1972)                  | Vị trí cao nhất |
| ------------------------------------------ | --------------- |
| Australia (Kent Music Report)              | 2               |
| Bỉ (Ultratop 50 Flanders)                  | 29              |
| Canada (RPM) Top Singles                   | 1               |
| Canada (RPM) Adult Contemporary            | 12              |
| Pháp (SNEP)                                | 17              |
| Finland (Suomen virallinen lista)          | 1               |
| Ireland (Irish Recorded Music Association) | 4               |
| Hà Lan (Single Top 100)                    | 12              |
| Netherlands (Dutch Top 40)                 | 11              |
| New Zealand (New Zealand Listener)         | 5               |
| Tây Ban Nha (PROMUSICAE)                   | 27              |
| Anh Quốc (OCC)                             | 3               |
| Hoa Kỳ Billboard Hot 100                   | 1               |
| US Adult Contemporary (chart) (Billboard)  | 3               |
| US Cashbox (magazine) Top 100              | 1               |
| US Record World Singles Chart              | 1               |

| Bảng xếp hạng (1972)   | Vị trí |
| ---------------------- | ------ |
| U.S. Billboard Hot 100 | 27     |

| Bảng xếp hạng (1958–2018) | Vị trí |
| ------------------------- | ------ |
| US Billboard Hot 100      | 549    |